# Grb Saveza Sovjetskih Socijalističkih Republika
Državni grb Sovjetskog Saveza usvojen je 1923. godine i bio je u upotrebi sve do raspada 1991. godine. Iako je, tehnički, više amblem nego grb, pošto ne poštuje heraldička pravila, na ruskom se naziva gerb (grb).

## Prva verzija
Projekt prve verzije grba usvojen je 6. srpnja 1923. godine na Drugoj sjednici Centralnog izvršnog komiteta (CIK) SSSR-a i rad na ovoj verziji je završen do 22. rujna te godine. Dizajn je određen sovjetskim ustavom iz 1924. godine: „Državni amblem SSSR-a sačinjen je od srpa i čekića na globusu, naslikanog iznad zraka sunca i uokvirenog snopovima pšenice, s natpisom „Proleteri svih zemalja, ujedinite se!“ na šest jezika: ruskom, ukrajinskom, bjeloruskom, gruzijskom, armenskom i tursko-tatarskom. Na vrhu amblema nalazi se crvena zvijezda petokraka.“

## Druga verzija
Prema sovjetskom ustavu iz 1936. godine, SSSR je sačinjen od 11 republika. Iz tog razloga, najveća razlika u novoj verziji grba u odnosu na prethodnu bilo je 11 traka s natpisom državnog mota SSSR-a na 11 jezika.

## Treća verzija
Broj republika u SSSR-u uskoro se povećao na 16, pred Drugi svjetski rat, ali je grb izmijenjen tek poslije rata. Odlukom Presidija Vrhovnog Sovjeta SSSR-a, od 26. lipnja 1946. godine, svih 16 republika koje su činile SSSR bile su predstavljene na grbu. Državni moto SSSR-a ispisan je na 16 traka na 16 jezika (estonski, letonski, litvanski, moldavski i finski jezik su dodati na prethodnu verziju). Natpisi na azerskom, turkmenskom, uzbeku, tadžikistanskom, kazahskom i kirgiškom jeziku su korigirani zbog prelaska s latinice na ćirilicu.

## Četvrta verzija
1956. godine Karelo-Finska SSR je uobličena u Karelo-Finsku ASSR i uskoro se ovo odrazilo i na grb SSSR-a. Odlukom Presidija Vrhovnog Sovjeta SSSR-a iz 12. rujna 1956. godine, traka koji je nosio državni moto SSSR-a na finskom je uklonjen.
Još jedna manja izmijenjena je učinjena u tekstu državnog mota SSSR-a na bjeloruskom jeziku Odlukom Presidija Vrhovnog Sovjeta SSSR-a iz 1. travnja 1958. godine.

## Opis grba
Grb prikazuje tradicionalno obilježje komunista - srp i čekić i crvenu zvijezdu petokraku iznad zemljine kugle, s dva pšenična snopa prekrivena državnim motom SSSR-a („Proleteri svih zemalja, ujedinite se!“ na službenim jezicima sovjetskih republika, u obrnutom rasporedu od reda spominjanja u Ustavu SSSR-a.
Svaka Sovjetska republika (SSR) i Autonomna Sovjetska Republika (ASSR) su imale svoj grb, u mnogome inspiriran grbom Sovjetskog saveza.